# Sterechinus neumayeri
Espèce
Sterechinus neumayeri est une espèce d’oursins de la famille des Echinidae. Il habite principalement les mers glaciales de l'antarctique, auxquelles il doit son nom d'« oursin antarctique ».

## Description
L'oursin Antarctique est généralement rouge (variant de rouge pâle à violet foncé) et atteignent un diamètre maximal de 5 centimètres de diamètre. Le test (coquille) est globulaire avec des rangées verticales de radioles (piquants) longues et fortes, dont la pointe est blanche. Entre celles-ci se trouve un dense couvert de radioles plus petites (dites « secondaires ») et des rangées verticales de pieds (« podia »). Les radioles et les podia permettent à l'animal de se déplacer. Les piquants portent souvent des fragments d'algues rouges.

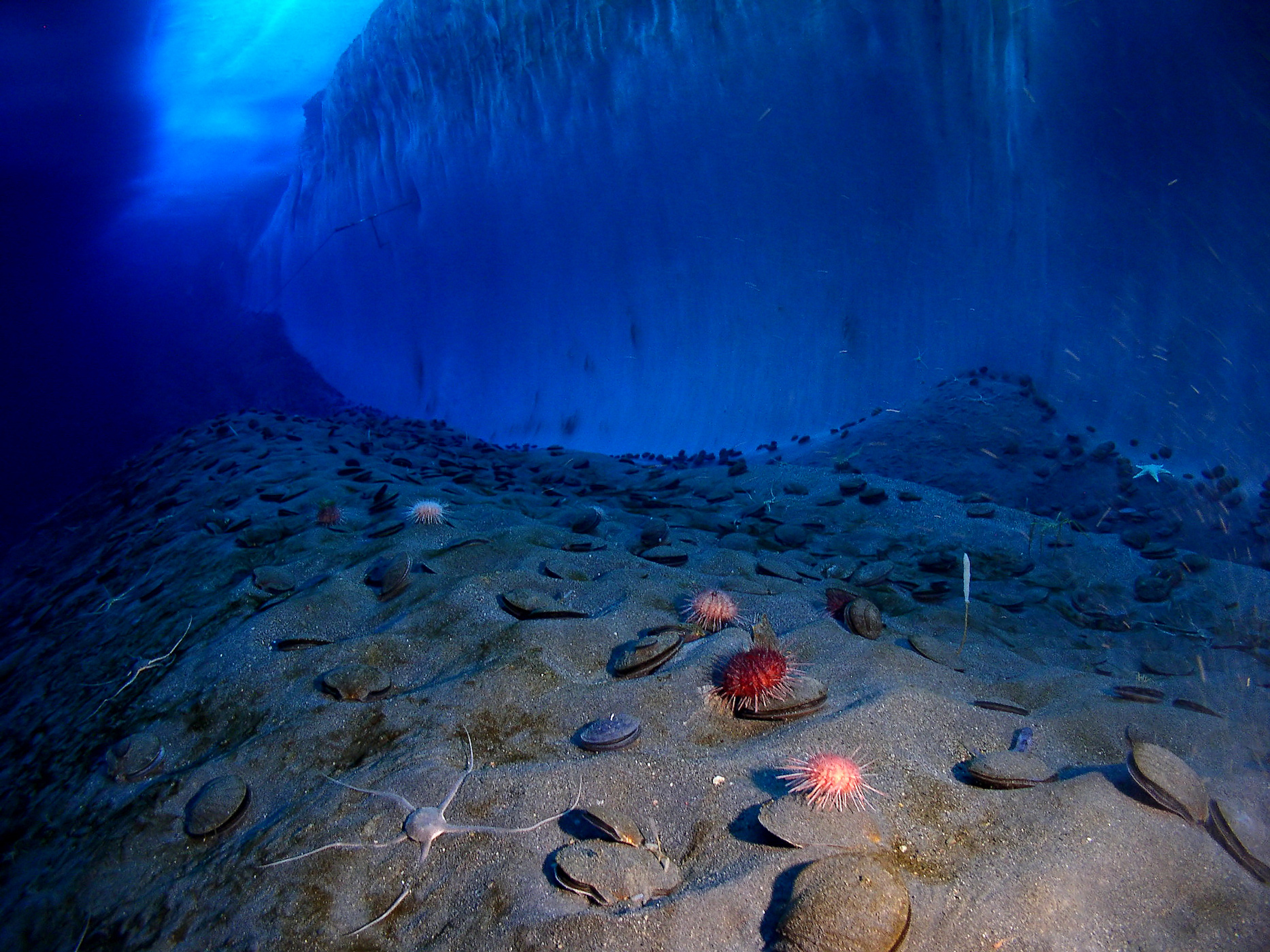
Sterechinus neumayeri et autres invertébrés subglaciaires devant un mur de glace.

## Liste des sous-espèces
Selon World Register of Marine Species (27 avril 2014) :
- sous-espèce Sterechinus neumayeri nigroalba Mortensen, 1942